# Spinal Tap II: The End Continues
Série
Spinal Tap
(1984)
Pour plus de détails, voir Fiche technique et Distribution.
Spinal Tap II: The End Continues est un film américain réalisé par Rob Reiner et dont la sortie est prévue en 2025. Il s'agit d'une suite à Spinal Tap, du même réalisateur, sorti en 1984. Tout comme son prédécesseur, le long métrage est un documentaire parodique (mockumentary) sur le groupe fictif de heavy metal Spinal Tap.

## Fiche technique
Sauf indication contraire, les informations mentionnées dans cette section peuvent être confirmées par la base de données cinématographiques IMDb,  présente dans la section « Liens externes ».
- Titre original : Spinal Tap II: The End Continues
- Réalisation : Rob Reiner
- Scénario : Christopher Guest, Michael McKean, Harry Shearer et Rob Reiner
- Musique : N/A
- Direction artistique : Mark A. Terry
- Décors : Michelle C. Harmon
- Costumes : Lauren Bott
- Photographie : Lincoln Else
- Montage : Bob Joyce
- Production : Matthew George, Michele Reiner et Rob Reiner

Producteurs délégués : Jonathan Fuhrman, Frank Marshall, Hernan Narea, Derrick Rossi et Christopher H. Warner
- Société de production : Castle Rock Entertainment
- Société de distribution : Bleecker Street (États-Unis)
- Budget : N/A
- Pays de production :  États-Unis
- Langue originale : anglais
- Format : couleur
- Genre : documentaire parodique, comédie, film musical
- Dates de sortie[1] :
  - États-Unis : 12 septembre 2025 Date sujette à modification

## Distribution
- Christopher Guest : Nigel Tufnel (en)
- Michael McKean : David St. Hubbins
- Harry Shearer : Derek Smalls (en)
- Rob Reiner : Martin « Marty » Di Bergi
- Fran Drescher : Bobbi Flekman
- Don Lake
- John Michael Higgins
- Jason Acuña
- Nina Conti
- Chris Addison
- Paul Shaffer
- Kathreen Khavari : Yasmine Farangi

Caméos dans leur propre rôle
- Paul McCartney
- Elton John
- Garth Brooks
- Questlove
- Trisha Yearwood
- Chad Smith
- Lars Ulrich

## Production
En mai 2022, une suite de Spinal Tap — sorti en 1984 et devenu un film culte aux États-Unis — est annoncée. Rob Reiner, Christopher Guest, Michael McKean et Harry Shearer sont confirmés pour reprendre leur rôle, alors que le premier revient également comme réalisateur.
En novembre 2023, Rob Reiner révèle que plusieurs artistes comme Paul McCartney, Elton John ou encore Garth Brooks feront des caméos. Il est ensuite précisé que le budget est de 22,6 millions de dollars (avant déductions fiscales).
Le tournage débute à La Nouvelle-Orléans en mars 2024. Questlove et Trisha Yearwood sont ensuite annoncés dans des apparitions. Fin mars 2024, Fran Drescher annonce son retour en Bobbi Flekman, alors que John Michael Higgins et Chris Addison sont également confirmés. Paul Shaffer, qui incarnait Artie Fufkin dans le premier film, annonce sa participation au film sans préciser s'il reprend le même rôle.

## Sortie et accueil
En juillet 2024, Rob Reiner estime que le film devrait sortir « à la fin du printemps ou au début de l'été » 2025 et qu'il sera distribué par Warner Bros. Pictures. Cependant, en mars 2025, c'est Bleecker Street qui annonce avoir acquis les droits de distribution pour le sol américain. Il est alors précisé que le film, alors intitulé Spinal Tap II, est désormais sous-titré The End Continues. Une courte bande-annonce révèle ensuite une sortie américaine pour le 12 septembre 2025.